# Liksidig hyperbel
En liksidig hyperbel är en hyperbel där transversal- och konjugataxlarna har samma längd. Detta ger även att dess asymptoter är vinkelräta mot varandra. Hyperbelns ekvation kan skrivas på formen 
{\displaystyle xy=b} eller {\displaystyle x^{2}-y^{2}=a^{2}}.